# Ray Nayler
Œuvres principales
- La Montagne dans la mer
- Défense d'extinction

Ray Nayler, né le 5 juin 1976, à Desbiens au Québec, est un écrivain américain auteur de science-fiction.

## Biographie
De 2003 à 2005, Ray Nayler sert dans les Corps de la Paix à Achgabat au Turkménistan. Il travaille ensuite plusieurs années dans des ONG, dans le secteur de l'éducation au développement à l'international. De 2010 à 201, il travaille pour le Département d'Etat des États-Unis, en tant qu'Agent du Service Diplomatique (en). Il exerce en particulier en Russie et dans des pays russophones d'Asie centrale, du Caucase et des Balkans. Il travaille ensuite comme conseiller au sein du bureau des parcs marins de la NOAA. En 2023, il entre à l'Institut de Politique internationale des Sciences et Technologies (en) à l'Université George Washington,.
En plus du russe, il parle le turkmène, l'albanais, l'azéri, le turc et le vietnamien.
En parallèle de ses différents métiers, il démarre en 1996 une carrière d'écrivain, en publiant dans différents genres. Dans le registre du polar, il publie un roman en 2001, American Graveyards, aux éditions TTA Press au Royaume-Uni, et des nouvelles notamment dans les collections et revues anglophones Ellery Queen, Crimewave, Hardboiled, Cemetery Dance, Deathrealm et la Berkeley Fiction Review (en). Il publie également de nombreux poèmes notamment dans les revues Atlanta Review (en), Beloit Poetry Journal (en), Modern Poetry Quarterly Review, The Briar Cliff Review (en), Weave, Juked, Able Muse, Sentence et pif Magazine,.
Il commence à publier des oeuvres de science-fiction en 2015, avec la nouvelle Mutability publiée dans les pages de Asimov's Science Fiction. Suivent plus d'une vingtaine de nouvelles publiées dans des revues de science-fiction anglophones, Asimov's Science Fiction, Clarkesworld Magazine (en), Analog Science Fiction and Fact, The Magazine of Fantasy and Science Fiction, Lightspeed (en), Nightmare Magazine, Dark Matter Magazine, ainsi que dans plusieurs anthologies Best of the Year.
Six de ses nouvelles ont été traduites en français dans la revue de science-fiction Bifrost : Père (titre original : Father), Sarcophage (titre original : Sarcophagus), L'Hiver en partage (titre original : Winter Timeshare), Le Loup du passé (titre original : Yesterday's Wolf), La Zone (titre original : The Empty) et Aussi longtemps qu’il faudra
(titre original : The Job at the End of the World),,,,,. Père a été récompensé du prix des lecteurs de Bifrost de la meilleure nouvelle étrangère 2022.
En 2022, il publie son premier roman de science fiction, La Montagne dans la mer (The Mountain in the Sea), sélectionné pour le prix Nebula du meilleur roman 2022 et qui obtient le prix Locus du meilleur premier roman 2023,.
En 2023, les éditions Le Bélial' publient Protectorats, un recueil de quatorze de ses nouvelles traduites en français par Henry-Luc Planchat dans la collection « Quarante-deux ».

## Œuvre

### Nouvelles
- Mutability (2015). Parution originale dans Asimov's Science Fiction, juin 2015. Publié en français sous le titre Mutabilité dans le recueil Protectorats, Le Bélial', 2023, science-fiction, 429 p.  (ISBN 9782381630984).
- Do Not Forget Me (2016). Parution originale dans Asimov's Science Fiction, mars 2016. Non traduite.
- Winter Timeshare (2017). Parution originale dans Asimov's Science Fiction, janvier-février 2017. Publié en français sous le titre L'Hiver en partage, traduit par Henry-Luc Planchat, Moret-Loing-et-Orvanne, Le Bélial', revue Bifrost no 109, 2023  (ISBN 978-2-38163-071-7)
- Incident at San Juan Bautista (2018). Parution originale dans Asimov's Science Fiction, novembre-décembre 2018. Non traduite.
- Fire in the Bone (2019). Parution originale dans Clarkesworld Magazine, janvier 2019. Non traduite[26],[27].
- The Ocean Between the Leaves (2019). Parution originale dans Asimov's Science Fiction, juillet-août 2019. Non traduite[28].
- Beyond the High Altar (2019). Parution originale dans Nightmare Magazine, septembre 2019. Non traduite.
- The Death of Fire Station 10 (2019). Parution originale dans Lightspeed[29], octobre 2019. Publié en français sous le titre La Mort de la caserne de pompiers n°10 dans le recueil Protectorats, Le Bélial', 2023, science-fiction, 429 p.  (ISBN 9782381630984)..
- The Disintegration Loops (2019). Parution originale dans Asimov's Science Fiction, novembre-décembre 2019. Publié en français sous le titre Les Boucles de désintégration dans le recueil Protectorats, Le Bélial', 2023, science-fiction, 429 p.  (ISBN 9782381630984)[30].
- Return to the Red Castle (2020). Parution originale dans Asimov's Science Fiction, mars-avril 2020. Publié en français sous le titre Retour au Château Rouge dans le recueil Protectorats, Le Bélial', 2023, science-fiction, 429 p.  (ISBN 9782381630984)[31].
- Eyes of the Forest (2020). Parution originale dans The Magazine of Fantasy and Science Fiction, mai-juin 2020. Publié en français sous le titre Les Yeux de la forêt dans le recueil Protectorats, Le Bélial', 2023, science-fiction, 429 p.  (ISBN 9782381630984)[32].
- Albedo Season (2020). Parution originale dans Clarkesworld Magazine, mai 2020. Non traduite.
- Father (2020). Parution originale dans Asimov's Science Fiction, juillet-août 2020. Publié en français sous le titre Père, traduit par Henry-Luc Planchat, Moret-Loing-et-Orvanne, Le Bélial', revue Bifrost no 105, 2022  (ISBN 978-2-84344-992-5)
- The Swallows of the Storm (2020). Parution originale dans Lightspeed, juillet 2020. Publié en français sous le titre Les Hirondelles des tempêtes dans le recueil Protectorats, Le Bélial', 2023, science-fiction, 429 p.  (ISBN 9782381630984).
- Outside of Omaha (2020). Parution originale dans Nightmare Magazine, septembre 2020. Non traduite.
- Evrim's Children (2021). Parution originale dans Dark Matter Magazine, janvier 2021. Publié en français sous le titre Les Enfants d'Evrim dans le recueil Protectorats, Le Bélial', 2023, science-fiction, 429 p.  (ISBN 9782381630984).
- A Rocket for Dimitrios (2021). Parution originale dans Asimov's Science Fiction, janvier-février 2021. Publié en français sous le titre Une fusée pour Dimitrios dans le recueil Protectorats, Le Bélial', 2023, science-fiction, 429 p.  (ISBN 9782381630984)..
- The Shadow of His Wings (2021). Parution originale dans Analog Science Fiction and Fact, mars-avril 2021. Non traduite.
- Sarcophagus (2021). Parution originale dans Clarkesworld Magazine, avril 2021. Publié en français sous le titre Sarcophage, traduit par Henry-Luc Planchat, Moret-Loing-et-Orvanne, Le Bélial', revue Bifrost no 107, 2022  (ISBN 978-2-38163-051-9)
- Año Nuevo (2021). Parution originale dans Asimov's Science Fiction, mai-juin 2021. Non traduite.
- Yesterday's Wolf (2021). Parution originale dans Clarkesworld Magazine, septembre 2021. Non traduite. Publié en français sous le titre Le Loup du passé, traduit par Henry-Luc Planchat, Moret-Loing-et-Orvanne, Le Bélial', revue Bifrost no 112, 2023  (ISBN 978-2-38163-103-5)
- Muallim (2021). Parution originale dans Asimov's Science Fiction, novembre-décembre 2021. Non traduite.
- The Summer Castle (2022). Parution originale dans Nightmare Magazine, février 2022. Non traduite.
- Rain of Days (2022). Parution originale dans Clarkesworld Magazine, mars 2022. Publié en français sous le titre La Pluie des jours dans le recueil Protectorats, Le Bélial', 2023, science-fiction, 429 p.  (ISBN 9782381630984)..
- Mender of Sparrows (2022). Parution originale dans Asimov's Science Fiction, mars-avril 2022. Publié en français sous le titre Le Réparateur de moineaux dans le recueil Protectorats, Le Bélial', 2023, science-fiction, 429 p.  (ISBN 9782381630984)..
- Fostering (2022). Parution originale dans Vice.com (Terraform), juillet 2022. Non traduite.
- The Empty (2022). Parution originale dans Asimov's Science Fiction, novembre-décembre 2022. Publié en français sous le titre La Zone, traduit par L'Épaule d'Orion, Moret-Loing-et-Orvanne, Le Bélial', revue Bifrost no 116, 2024  (ISBN 978-2-38163-151-6)
- The Case of the Blood Stained Tower (2023). Parution originale dans Asimov's Science Fiction, mars-avril 2023. Non traduite.
- The Job at the End of the World (2023). Parution originale dans Tordotcom, août 2023. Publié en français sous le titre Aussi longtemps qu’il faudra, traduit par L'Épaule d'Orion, Moret-Loing-et-Orvanne, Le Bélial', revue Bifrost no 118, 2025  (ISBN 978-2-38163-173-8)

### Recueil de nouvelles
- Protectorats, Le Bélial', coll. « Quarante-Deux », 2023, trad. Henry-Luc Planchat, 432 p.  (ISBN 978-2-38163-098-4)Réédition, Le Livre de poche, coll. « Imaginaire » no 38160, 2025 (ISBN 978-2-253-90902-6) (à paraître le 24 septembre 2025)

### Romans
- (en) American Graveyards, TTA Press, 2001
- La Montagne dans la mer, Le Bélial', 2024 ((en) The Mountain in the Sea, MCD, 2022), trad. Henry-Luc Planchat, 450 p.  (ISBN 978-2-38163-149-3)
- Défense d'extinction, Le Bélial', coll. « Une heure-lumière » no 58, 2025 ((en) The Tusks of Extinction, 2024), trad. L'Épaule d'Orion, 160 p.  (ISBN 978-2-38163-177-6)
- Là où repose la hache, Le Bélial', 2026 ((en) Where the Axe Is Buried, MCD, 2025), trad. Henry-Luc Planchat, 380 p.  (ISBN 978-2-38163-199-8)À paraître le 12 février 2026

## Distinctions
- Sa nouvelle Winter Timeshare publiée en 2017 dans Asimov's Science Fiction a été sélectionnée par l'écrivain, éditeur et anthologiste Gardner Dozois pour l'anthologie de référence The Very Best of the Best: 35 Years of The Year's Best Science Fiction (en).
- Sa nouvelle Père (Father) a été récompensée du prix des lecteurs de Bifrost de la meilleure nouvelle étrangère 2022[33].
- Sa nouvelle The Shadow of His Wings a été nommée pour le prix Locus de la meilleure nouvelle courte 2022.
- Sa nouvelle Sarcophage (Sarcophagus) a été nommée pour le prix Theodore-Sturgeon 2022 et pour le prix Locus de la meilleure nouvelle longue 2022.
- Son roman La Montagne dans la mer (The Mountain in the Sea) a été nommé pour le prix Nebula du meilleur roman 2022 et a reçu le prix Locus du meilleur premier roman 2023.
- Son roman court Défense d'extinction (The Tusks of Extinction) a reçu le prix Hugo du meilleur roman court 2025.